# Dyspessa albina
Dyspessa albina is een vlinder uit de familie van de houtboorders (Cossidae). De wetenschappelijke naam van de soort is voor het eerst geldig gepubliceerd in 1912 door Rothschild.